# 巴斯特海姆
巴斯特海姆是德国巴伐利亚州的一个市镇。总面积41.75平方公里，总人口2511人，其中男性1550人，女性961人（2011年12月31日），人口密度60人/平方公里。